# Geschichten aus dem Wienerwald (1979)
Der Film Geschichten aus dem Wienerwald entstand 1979 unter der Regie von Maximilian Schell. Der Film basiert auf dem Theaterstück Geschichten aus dem Wiener Wald von Ödön von Horváth. Der Film ist eine deutsch-österreichische Gemeinschaftsproduktion der MFG-Film GmbH (München) und der Arabella-Film (Wien), in Zusammenarbeit mit der Solaris-Film (München) und dem Bayerischen Rundfunk. 
Zu den ersten Filmbildern des Hauptdrehortes ist ein Zitat von Ödön von Horváth eingeblendet: 

„Nichts gibt so sehr
das Gefühl der Unendlichkeit
als wie die Dummheit“

## Handlung
Marianne, die Tochter des „Zauberkönigs“ (Besitzer eines Spielwarengeschäftes), ist auf dessen Wunsch mit Oskar, einem Besitzer einer Fleischhauerei zusammen, den sie jedoch nicht wirklich liebt. Bei der Verlobung lernt sie Alfred, einen jungen Strizzi kennen, der aber nur an Frauen, Geld und Pferdewetten interessiert ist. Dieser hat sich eben von Valerie, einer Trafikantin getrennt. Valerie bandelt währenddessen mit Erich an, einem Neffen des Zauberkönigs. Alfred schafft es, sich Marianne gefügig zu machen, so dass sie ihr Eheversprechen mit Oskar bricht. Ihr Vater, dessen „Altersvorsorge“ die Fleischhauerei gewesen wäre, verstößt Marianne darauf. Sie zieht zu Alfred und bekommt bald darauf ein Kind von ihm. Um von der Geliebten, deren Anhänglichkeit ihm bald lästig wird, wieder freizukommen, bringt Alfred sie bei einer „Tanzgruppe“ unter. Das Kind gibt sie zu Alfreds Mutter in die Wachau. Oskar liebt Marianne immer noch und möchte sie heiraten, doch er will das fremde Kind nicht aufnehmen.
Marianne landet im Maxim, einem berühmten Wiener Nachtclub, wo sie halbnackt in den sogenannten „Lebenden Bildern“ posieren muss. Ein reicher Gast (Mister, ein aus Amerika zurückgekehrter Wiener), der ihr Geld bietet, damit sie mit ihm schläft, schiebt ihr den Diebstahl seiner Geldbörse unter, als sie sein Angebot ablehnt. Der Zauberkönig, der ebenfalls im Maxim als Gast anwesend ist und mitbekommt, dass seine eigene Tochter dort wegen des vermeintlichen Diebstahls verhaftet wird, erleidet vor Aufregung einen Schlaganfall, der ihn halbseitig lähmt. Nach der Entlassung aus dem Gefängnis kehrt Marianne verzweifelt in ihr Elternhaus zurück. Ihr Vater, durch die Hilfe Valeries einsichtig geworden, verzeiht ihr und wird wieder gesund; Oskar will sie – nun auch mit ihrem Kind – heiraten.
Währenddessen kehrt Alfred zu Valerie zurück. Als alle in die Wachau zu Alfreds Großmutter kommen, um das Kind abzuholen, erfährt Marianne, dass durch die Schuld der Großmutter, die Alfred von dieser „Last“ befreien wollte, ihr Kind gestorben sei. Gebrochen und zutiefst traurig geht Marianne mit Oskar davon.

## Kritiken
„Bild-Ton-Kontraste und formale Brüche verfremden das Volksstück zu einer bösen, komischen, tragischen, zuweilen vordergründig kabarettistischen Revue morbider Verhältnisse am Vorabend der nationalsozialistischen Machtübernahme.“

## Auszeichnungen
1980 wurde der Film beim Deutschen Filmpreis mit dem Filmpreis in Silber ausgezeichnet.

## Sonstiges
- Dies war der letzte Kinofilm mit Schauspielerin Lil Dagover, die schon seit Stummfilmzeiten (Das Kabinett des Dr. Caligari, Der müde Tod) zu den großen Damen der deutschen Leinwand gehörte.
- Auch für Norbert Schiller war der „Rittmeister“ die letzte Filmrolle.
- Einige Darsteller hatten bereits in früheren Filmversionen von Geschichten aus dem Wienerwald mitgewirkt. Jane Tilden war sowohl in der TV-Fassung von 1961 (Regie: Erich Neuberg) wie auch in derjenigen von 1964 (Regie: Michael Kehlmann) schon als „Valerie“ zu sehen gewesen. Adrienne Gessner verkörperte ebenfalls bereits in der Version von 1964 die Rolle der „Großmutter“. Helmut Qualtinger, jetzt der „Zauberkönig“, hatte in der Verfilmung von 1961 den „Oskar“ gespielt.
- Drehorte waren vor dem Wiener Belvedere, Ulrichsplatz unterhalb der Ulrichskirche in Wien-Neubau als Hauptschauplatz, das Wiener Überschwemmungsgebiet an der Donau (heute Donauinsel) bei der Stadlauer Ostbahnbrücke, das Café Sperl sowie die Wachau.
- Das vorkommende Couplet „Lachen’s nur“ stammt von André Heller (Text) und Toni Stricker (Musik).
- Die Choreographie im damals noch existierenden Wiener Nachtclub Maxim ist von William Milie.